# Reginald Grey, 1. Baron Grey of Wilton

Wappen des 1. Baron Grey of Wilton

Reginald Grey, 1. Baron Grey of Wilton, auch Reynold de Grey genannt († 6. April 1308), war ein englischer Adliger und Militär.

## Herkunft
Reginald Grey war der älteste Sohn von John de Grey aus Shirland in Derbyshire und von dessen zweiter Frau Emma de Caux, der Witwe von John de Segrave († 1231) und Tochter von Roger de Caux.

## Dienst als Militär und Beamter
Nach dem Tod seines Vaters um 1265 erbte er dessen Besitzungen und folgte ihm von 1265 bis 1266 als Sheriff von Nottinghamshire und Derbyshire, dazu als Constable von Nottingham Castle. Die Verwaltung der Burg übergab er 1266 an Roger of Leybourne. Anschließend war er von 1267 bis 1268 Constable von Northampton Castle. Von 1270 bis 1274 diente er als Justiciar von Chester, als Constable von Chester Castle und als Sheriff von Cheshire. 1277 wurde er nach dem Vertrag von Aberconwy Verwalter von Perfeddwlad, den nordwalisischen Gebieten östlich des River Conwy. Gegen eine jährliche Gebühr von anfangs 1000 Mark, später für 727 Mark wurde er von 1281 bis 1299 erneut Justiciar von Chester und Nordostwales sowie Verwalter von Flint und Chester Castle. Seine tyrannische Herrschaft führte mit zur Erhebung der Waliser 1282, die zum zweiten Feldzug zur Eroberung von Wales führte. Der König übertrug ihm bei dem Feldzug das Kommando über die Armee in Chester. Nach der Rückeroberung von Nordostwales belehnte ihn der König 1282 mit Dyffryn Clwyd mit Ruthin Castle, einer neugeschaffenen Baronie der Welsh Marches. Während der Rebellion von Rhys ap Maredudd 1287 führte er eine Truppe von Chester aus zur Belagerung von Dryslwyn Castle.
Durch Writ of Summons berief ihn der König 1290 in das Parlament und erhob ihn somit zum ersten Baron Grey de Wilton. 1294 war er in Flintshire mit der Aushebung von Soldaten für den Feldzug in die Gascogne beschäftigt, was mit zum Ausbruch des walisischen Aufstands führte. Nach Ausbruch des Aufstands reagierte der erfahrene Reginald Grey schnell und sicherte durch Verstärkung der Besatzungen die Burgen von Flint und Rhuddlan. Durch einen erfolgreichen Feldzug durch das Bergland von Nordwales bis nach Ardudwy an der Westküste von Wales schlug er 1295 mit den Aufstand endgültig nieder. 1298 kämpfte er während der schottischen Unabhängigkeitskriege in der Schlacht von Falkirk. Im Mai 1301 huldigte Grey dem Thronfolger Eduard, nachdem dieser zum Prince of Wales erhoben worden war, für seine walisische Herrschaft Ruthin. Danach gehörte er zum Gefolge des Thronfolgers, wo er zu den erfahrensten Rittern gehörte.

## Heirat und Erbe
Grey heiratete Maud de Longchamp, eine Tochter von Henry de Longchamp. Durch die Heirat erbte er Wilton Castle bei Bridstow in Herefordshire. Er hatte einen Sohn, John Grey, der seine Besitzungen und den Titel erbte.
Grey gehörte das Gut von Purpoole bei London, aus dem vermutlich im 14. Jahrhundert der Gray’s Inn, einer der vier Londoner Inns of Court entstanden ist. Die Gebäude von Gray’s Inn blieben bis 1505 im Besitz seiner Nachfahren.